# Lueng Keubeu Jagat
Lueng Keubeu Jagat is een bestuurslaag in het regentschap Nagan Raya van de provincie Atjeh, Indonesië. Lueng Keubeu Jagat telt 1485 inwoners (volkstelling 2010).